# Moroni (imię)

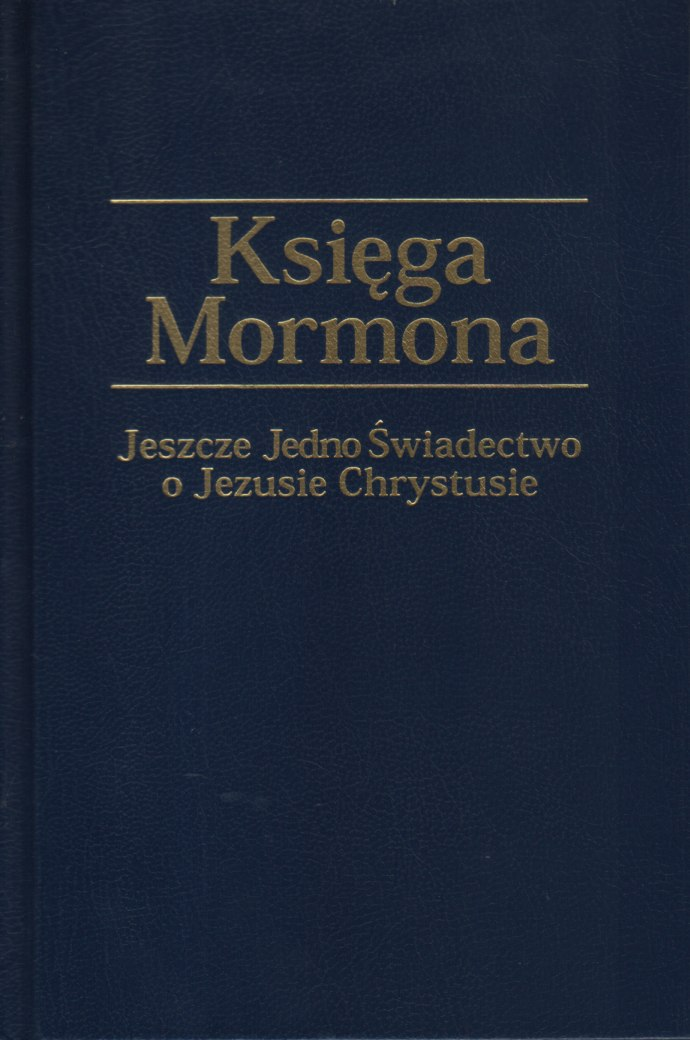
Księga Mormona, jedno z mormońskich pism świętych i jednocześnie tekst, z którego pochodzi imię Moroni

Moroni (deseret rozmaicie, chociażby jako 𐐣𐐄𐐡𐐄𐐤𐐌, 𐐣𐐃𐐡𐐃𐐤𐐌, 𐐣𐐄𐐡𐐃𐐤𐐌, 𐐣𐐃𐐡𐐄𐐤𐐌 czy 𐐤𐐄𐐡𐐄𐐤𐐌) – imię męskie występujące w wyznaniach należących do ruchu świętych w dniach ostatnich (mormonów). Pochodzi z Księgi Mormona, w której nosiły je dwie postacie. Pojawiło się w źródłach już w początkach mormonizmu. Popularne w zdominowanym przez świętych w dniach ostatnich stanie Utah. Występuje wśród wyznających mormonizm Maorysów oraz w Brazylii i Ekwadorze, jak również w praktykującym małżeństwa pluralistyczne Fundamentalistycznym Kościele Jezusa Chrystusa Świętych w Dniach Ostatnich. Znalazło odzwierciedlenie w szerszej mormońskiej kulturze. Jako imię wywiedzione z pism świętych uznawane jest za powód do dumy. Ma także wywierać pozytywny wpływ na życie duchowe noszącego je człowieka.

## Pochodzenie
Pochodzi z Księgi Mormona, jednego z pism świętych przynależnych do kanonu tej tradycji religijnej. Nosiły je w tym tekście dwie kluczowe postacie. Pierwsza z nich miała być prorokiem i wojskowym żyjącym w I wieku p.n.e. Druga natomiast, również będąca prorokiem i wojskowym, żyć miała na przełomie IV i V wieku n.e.

## Perspektywa historyczna
Pojawia się w źródłach historycznych już w początkach mormonizmu. Nosiło je kilkoro synów wczesnych przywódców Kościoła Jezusa Chrystusa Świętych w Dniach Ostatnich. Wymienia się tutaj Moroniego Llewellyna Pratta, jednego z synów Parleya P. Pratta oraz Mary Ann Frost Stearns Pratt, Moroniego Hebera Kimballa, jednego z synów Hebera C. Kimballa oraz Amandy Trimble Gheen Kimball oraz Moroniego Younga, żyjącego zaledwie kilka miesięcy syna Brighama Younga i Louisy Beaman (1847). Nazwano tak też przedwcześnie zmarłego syna Elijaha Able, prawdopodobnie najlepiej znanego czarnoskórego posiadacza kapłaństwa w dziewiętnastowiecznym mormonizmie.
Jego historyczne występowanie nie jest wszakże ograniczone do postaci pamiętanych przede wszystkim z uwagi na swoją rolę w dziejach Kościoła. Nieco później bowiem, bo na przełomie XIX i XX wieku, nosił je aktor Moroni Olsen. Nosił je także Ernest Moroni Magee, czarnoskóry członek Kościoła zmarły kilka lat przed objawieniem o kapłaństwie z 1978.

## Występowanie i popularność
Wśród świętych w dniach ostatnich jest popularnym i dość chętnie wybieranym imieniem. Częściowo wynika to z jego silnego zakorzenienia w materiałach publikowanych przez Kościół. Inne, rzadziej wykorzystywane imiona bowiem, takie jak Szule czy Zenok, w podręcznikach, przemówieniach czy prasie kościelnej pojawiają się znacznie rzadziej.
Często spotyka się je w zdominowanym przez mormonów stanie Utah, choć szczyt jego popularności tamże przypadł na 1984. Jako imię specyficznie mormońskie znalazło odbicie w kulturze Kościoła, z którego wierzeń wyrosło. Poświęcony mu artykuł na łamach pisma „Friend” z maja 1994 wskazuje choćby, że może być ono powodem do dumy oraz wywierać pozytywny wpływ na życie duchowe noszącego je człowieka.  Podobną tematykę porusza numer tego samego pisma z lutego 1995.
Występuje nie tylko w Kościele Jezusa Chrystusa Świętych w Dniach Ostatnich, głównej denominacji świętych. Pojawia się też wśród wiernych należących do mniejszych odłamów, w tym do Fundamentalistycznego Kościoła Jezusa Chrystusa Świętych w Dniach Ostatnich.
Międzynarodowa ekspansja mormonizmu przyczyniła się do pojawienia się imienia Moroni również poza granicami Stanów Zjednoczonych. Występuje chociażby wśród nowozelandzkich Maorysów (w zapisie Moronai) oraz w Brazylii czy w Ekwadorze. W drugim z tych krajów nosi je polityk Moroni Bing Torgan, potomek jednej ze znanych miejscowych rodzin mormońskich.